# Anna Hamilton
Den här sidan handlar om chefen för drottning Silvias hovstat. För författaren Anna Hamilton, se Anna Hamilton Geete.
Anna Gabriella Catharina Hamilton, född Rudbeck 17 november 1966 i Sankt Matteus församling, Stockholms stad, är en svensk grevinna och sedan den 1 januari 2016 Sveriges statsfru och chef för drottning Silvias hovstat. Hon är filosofie kandidat i konsthistoria, har tidigare arbetat på auktionshuset Bukowskis, Stockholms Auktionsverk och riddarhuskansliet, guidat på Hallwylska museet samt varit informationschef på Stockholms Auktionsverk

## Utmärkelser
- H.M. Konungens medalj i guld av 12:e storleken med Serafimerordens band (Kong:sGM12mserafb 2021) för förtjänstfulla insatser som statsfru[4]
- Storkors av Isländska falkorden (StkIFO, 17 januari 2018)[5]
- Storkors av Italienska republikens förtjänstorden (StkItRFO, 14 januari 2019)[6]
- Storkors av Spaniens civila förtjänstorden, 16 november 2021.[7]
- 1:a klassen av estländska Terra Mariana-korsets orden, 2 maj 2023.[8]